# TT145
TT145 (Theban Tomb 145) è la sigla che identifica una delle Tombe dei Nobili ubicate nell’area della cosiddetta Necropoli Tebana, sulla sponda occidentale del Nilo dinanzi alla città di Luxor, in Egitto. Destinata a sepolture di nobili e funzionari connessi alle case regnanti, specie del Nuovo Regno, l'area venne sfruttata, come necropoli, fin dall'Antico Regno e, successivamente, sino al periodo Saitico (con la XXVI dinastia) e Tolemaico.

## Titolare
TT145 era la tomba di:
| Titolare | Titolo             | Necropoli       | Dinastia/Periodo               | Note                                                            |
| -------- | ------------------ | --------------- | ------------------------------ | --------------------------------------------------------------- |
| Nebamon  | Capo degli arcieri | Dra Abu el-Naga | XVIII dinastia (Thutmosi III?) | incendiata; pochi metri a sud-ovest, e più in basso, della TT17 |

## Biografia
Uniche notizie biografiche ricavabili sono il nome della moglie, Haotep, e del figlio, Paser.

## La tomba
Planimetricamente TT144 si presenta come un'unica camera rettangolare, con andamento perpendicolare all'ingresso. Sul fondo, angolo sud, si apre un accesso alla vicina TT17. Sulle pareti, lato sud, il figlio Paser con una lista delle offerte dinanzi al defunto e alla madre sotto la cui sedia è rappresentata una scimmia nell'atto di mangiare una cipolla; in altro registro una tavola di cibarie e il figlio che offre mazzi di fiori al defunto e alla madre. Sulla parete opposta, su tre registri sovrapposti, dipinti non ultimati del defunto e della famiglia, con schizzi di un uomo che prepara la birra, una figlia (di cui non è indicato il nome) in offertorio ai genitori, nonché il censimento di cavalli, bestiame, scimmie, oche e maiali e la bastonatura di alcuni debitori. Sul fondo una nicchia con i resti di statue in argilla del defunto e della moglie.

### Annotazioni
1. ↑  La prima numerazione delle tombe, dalla numero 1 alla 253, risale al 1913 con l’edizione del "Topographical Catalogue of the Private Tombs of Thebes" di Alan Gardiner e Arthur Weigall. Le tombe erano numerate in ordine di scoperta e non geografico; ugualmente in ordine cronologico di scoperta sono le tombe dalla 253 in poi.
2. ↑  I campi della Duat, ovvero l'aldilà egizio, si trovavano, secondo le credenze, proprio sulla riva occidentale del grande fiume.
3. ↑  Nella sua epoca di utilizzo, l'area era nota come "Quella di fronte al suo Signore" (con riferimento alla riva orientale, dove si trovavano le strutture dei Palazzi di residenza dei re e i templi dei principali dei) o, più semplicemente, "Occidente di Tebe".
4. ↑  le Tombe dei Nobili, benché raggruppate in un'unica area, sono di fatto distribuite su più necropoli distinte.
5. ↑  Le note, sovente di inquadramento topografico della tomba, sono tratte dal "Topographical Catalogue" di Gardiner e Weigall, ed. 1913 e fanno perciò riferimento alla situazione dell'epoca.

### Fonti
1. ↑  Gardiner e Weigall 1913.
2. ↑  Donadoni 1999,  p. 115.
3. 1 2  Porter e Moss 1927,  p. 255.
4. ↑  Gardiner e Weigall 1913, pp. 28-29.
5. ↑  Porter e Moss 1927,  pp. 257-258.